# Ponce-Denis Écouchard-Lebrun
Pour les articles homonymes, voir Lebrun.
Ne doit pas être confondu avec Jean-Étienne Écouchard-Lebrun de Granville.
Ponce-Denis Écouchard-Lebrun, dit Lebrun-Pindare, né le 11 août 1729 à Paris et mort le 31 août 1807 dans la même ville, est un poète français.

## Biographie
Fils d'un valet de chambre du prince de Conti, Lebrun fut inscrit par ce dernier au collège Mazarin, où il eut pour camarade d'école un fils de Louis Racine, dont il devint l'élève. Il fit de brillantes études et montra des dispositions précoces pour la poésie, composant ses premiers vers à 12 ans. En 1755, il publia une Ode sur les désastres de Lisbonne. En 1759, il épousa Marie Anne de Surcourt, qui apparaît dans ses médiocres Élégies sous le nom de Fanny. Sa femme eut à subir son tempérament emporté et violent et quand, en 1774, elle demanda la séparation de corps, elle fut appuyée par la propre mère de Lebrun et par sa sœur. La séparation fut prononcée en 1781.
En 1760, Lebrun rencontra une nièce de Corneille, qui traversait une situation difficile, et écrivit une ode pour la recommander à Voltaire qui adopta la jeune fille. Lebrun publia son ode et la correspondance qu'il avait eue avec Voltaire à cette occasion pour se glorifier de sa bonne action, ce qui lui valut les moqueries de Fréron, à qui il riposta par deux violents pamphlets : La Wasprie (1761) et L'Âne littéraire (1761, en référence au périodique fondé par Fréron, L'Année littéraire), pamphlets qu'on attribue aussi à son frère, Jean-Étienne Écouchard-Lebrun de Granville.
À la mort du prince de Conti, il perdit sa place de Secrétaire des commandements de ce prince et il perdit également une grande part de sa fortune dans la banqueroute du prince de Guéméné en 1783 et dut s'installer dans une petite chambre de la rue Montmartre dont Chateaubriand a décrit la misère : « Son Parnasse, chambre haute dans la rue Montmartre, offrait pour tout meuble des livres entassés pêle-mêle sur le plancher, un lit de sangle dont les rideaux, formés de deux serviettes sales, pendillaient sur une tringle de fer rouillé, et la moitié d'un pot à l'eau accotée contre un fauteuil dépaillé ». C'est à cette époque qu'il composa un long poème resté inachevé, Les Veillées des Muses, et son Ode à Georges-Louis Leclerc, Comte de Buffon, considérée comme l'un de ses meilleurs ouvrages. Ami du poète Pierre-Louis Guinguené qui le protégeait, Lebrun « à son tour, répandait ses rayons sur les hauteurs de Guinguené. »
Écouchard-Lebrun devait désormais mendier les pensions du gouvernement pour survivre, et dut flatter tour à tour les puissants du jour. Il compara Calonne à Sully et Louis XVI à Henri IV avant de se faire le poète officiel de la Révolution française, logé au Louvre et criblant de ses traits le roi et la reine déchus.
Reine que nous donna la colère céleste,

Que la foudre n’a-t-elle embrasé ton berceau !
La veine révolutionnaire lui inspira l'un de ses meilleurs poèmes, sa remarquable Ode sur le vaisseau "Le Vengeur". Il termina en chantant les louanges de Napoléon dans son Ode nationale contre l'Angleterre, après avoir été pourtant un opposant à Bonaparte, contre qui il écrivit « des vers sanglants », aux dires de Chateaubriand.
Le Directoire le nomma membre de l'Institut dans la section de poésie (3e classe) le 20 novembre 1795. À cette époque, il épousa sa servante qui, dit Sainte-Beuve, « le trompait et le maîtrisait » et devint aveugle. Le gouvernement le logea dans un grenier du Louvre, puis au Palais-Royal. En 1803, il fut placé dans la deuxième classe (équivalant à l'Académie française) où il occupa le fauteuil de Louis-Georges de Bréquigny.

## Postérité littéraire
La versatilité politique d'Écouchard-Lebrun a durablement terni sa réputation jusqu'à faire oublier son œuvre poétique, dont les mérites sont pourtant réels, surtout dans un siècle peu doué pour la poésie. Il fut l'un des rares poètes lyriques de son époque, ce qui lui valut le surnom un peu ridicule de « Pindare français » (qui lui fut donné peut-être avec un peu de malice). Avec ses défauts et son mauvais caractère, il avait certes une haute idée de lui-même, mais elle était inséparable d'une haute idée de la poésie.
Il ne trouva pas toujours les sujets les plus propres à l'inspirer, mais l’Ode sur le vaisseau "le Vengeur" où, selon le mot d’Alexandre Vinet, il fait assister ses lecteurs « en compagnie d'Orphée aux exploits des républicains de l'an II », trouve les mots justes pour célébrer les idéaux de la Révolution et l'héroïsme de ses enfants, avec des accents qui font penser à Victor Hugo :
Voyez ce drapeau tricolore,

Qu’élève en périssant leur courage indompté.

Sous le flot qui les couvre, entendez-vous encore

Ce cri : « Vive la liberté » ?

Ce cri !... c’est en vain qu’il expire,

Étouffé par la mort et par les flots jaloux.

Sans cesse il revivra, répété par ma lyre ;

Siècles, il planera sur vous !
L'inspiration se soutient rarement d'un bout à l'autre d'un poème — La Harpe, qu'il n'a pas épargné, dit qu'il a écrit beaucoup de bonnes strophes et pas une seule bonne ode ; Chateaubriand se montre lui aussi sévère pour ses élégies qui, dit-il, « sortent de sa tête, rarement de son âme ; il a l'originalité recherchée, non l'originalité naturelle » — mais beaucoup de vers montrent un véritable sens de la poésie, de la langue et des images :
Mortel superbe, folle argile,

Cherche tes destins éclipsés.
Ou encore ce passage sur Homère :
Trente siècles roulant sur les faibles mortels,

Entraînant les États, les trônes, les autels,

Loin d'engloutir Homère en leur course profonde,

N'ont fait que l'élever sur les débris du monde.
Ou encore ces vers de son ouvrage le plus célèbre, l’Ode à Monsieur de Buffon sur ses détracteurs :
Ainsi l'active chrysalide

Fuyant le jour et le plaisir,

Va filer son trésor liquide

Dans un mystérieux loisir.

La nymphe s'enferme avec joie

Dans ce tombeau d'or et de soie

Qui la voile aux profanes yeux,

Certaine que ses nobles veilles

Enrichiront de leurs merveilles

Les rois, les belles, et les dieux.
Écouchard-Lebrun avait, en outre, un talent remarquable pour l'épigramme, et Chateaubriand loue son talent pour la satire et en particulier son épître sur la bonne et la mauvaise plaisanterie. Il en a composé plus de 600 (Pierre-Louis Guinguené, éditeur de ses œuvres, en a recueilli 636, en omettant notamment celles qui lui étaient consacrées), n'épargnant pas ses collègues de l'Institut de France, qui accueillirent sa mort en 1807 avec un certain soulagement. Ainsi, il prit pour cible le paisible Andrieux :
Dans ces contes, pleins de bons mots,

Qu'Andrieux lestement compose,

La rime vient mal à propos

Gâter les charmes de la prose.
Il attaqua également La Harpe, Baour-Lormian, Neufchâteau (qu'il appelle « le nouveau Pibrac »), etc.

## Pour approfondir